# Distrikt Trita
Der Distrikt Trita ist einer der 23 peruanischen Distrikte, welche die Provinz Luya in der Region Amazonas bilden. Der Distrikt hat eine Fläche von 12,68 km². Die Einwohnerzahl betrug beim Zensus 2017 1348.
Typische Gerichte sind unter anderem das Chocho mit Pommes und gekochter Mais.
Im Norden grenzt der Distrikt Trita an den Distrikt Lámud und im Süden an den Distrikt Luya.

## Dörfer und Gehöfte im Distrikt Trita
- Trita
- Chaquil
- Cohetashon
- Chuchirita
- Romerillo